# Chants et contes de Noël
Chants et contes de Noël — франкоязычный рождественский альбом канадской певицы Селин Дион, вышедший в Квебеке, Канада, в 1983 году. Это её шестой франкоязычный альбом и второй рождественский альбом.

## Информация об альбоме
Второй Рождественский релиз Селин Дион включал в себя, помимо традиционных песен, таких как «Promenade en traîneau» и «Joyeux Noël», несколько сказок на тему рождества, написанных Иваном Дюшармом и записанных певицей в студии.
Три песни для этого альбома («Promenade en traîneau», «Joyeux Noël» и «Glory Alleluia») были взяты из первого рождественского альбома Селин Дион Céline Dion chante Noël, вышедшего в 1981 году. В поддержку альбома был выпущен сингл «Un enfant», кавер-версия песни Жака Бреля. «Chants et contes de Noël» также включает в себя трек «À quatre pas d'ici», который является франкоязычной адаптацией хита группы Bucks Fizz «The Land of Make Believe». Авторы этой песни написали для Селин Дион такие хиты, как «Think Twice» и «Call the Man» много лет спустя.
Было продано 50 000 экземпляров этого альбома.

## Список композиций
| №  | Название                                         | Автор(ы)                           | Продюсер(ы)                 | Длительность |
| -- | ------------------------------------------------ | ---------------------------------- | --------------------------- | ------------ |
| 1. | «Un enfant»                                      | Жак Брель Жерар Жуаннес            | Рене Анжелил                | 2:57         |
| 2. | «Promenade en traîneau»                          | Лерой Андерсон Митчелл Пэриш       | Р. Анжелил                  | 2:53         |
| 3. | «Pourquoi je crois encore au Père Noël» (сказка) | Иван Дюшарм Ален Норо              | Р. Анжелил Анн-Рене Анжелил | 5:44         |
| 4. | «Joyeux Noël»                                    | Мел Торме Роберт Уэллс             | Р. Анжелил                  | 2:38         |
| 5. | «Céline et Pinotte» (сказка)                     | Дюшарм Норо                        | Р. Анжелил А.-Р. Анжелил    | 6:14         |
| 6. | «À quatre pas d'ici»                             | Эдди Марне Питер Синфилд Энди Хилл | Марне Руди Паскаль          | 3:58         |
| 7. | «Le conte de Karine» (сказка)                    | Дюшарм Норо                        | Р. Анжелил А.-Р. Анжелил    | 10:18        |
| 8. | «Glory Alleluia»                                 | Андре Паскаль                      | Р. Анжелил                  | 3:35         |

## Хронология релиза альбома
| Регион | Дата выпуска    | Лейбл   | Формат   | Каталог    |
| ------ | --------------- | ------- | -------- | ---------- |
| Канада | 5 декабря, 1983 | Saisons | LP       | SNS 90002  |
| Канада | 5 декабря, 1983 | Saisons | Cassette | SNS 490002 |